# 梅内维莱尔 (瓦兹省)
梅内维莱尔（法語：Ménévillers）是法国瓦兹省的一个市镇，属于克莱蒙区（Clermont）迈盖莱蒙蒂尼县（Maignelay-Montigny）。该市镇总面积4.88平方公里，2009年时的人口为96人。

## 人口
梅内维莱尔人口变化图示